# Squadre partecipanti al campionato di Serie D
Dalla stagione 1948-1949 vengono disputati campionati del massimo livello dilettantistico a suddivisione interregionale, chiamato negli anni con diverse denominazioni: Promozione, IV Serie, Campionato Interregionale e Campionato Nazionale Dilettanti, fino all'attuale Serie D. Di seguito vengono elencate tutte le squadre che hanno preso parte ai 78 campionati disputati fino alla stagione 2025-2026, dove le squadre che attualmente vi partecipano sono segnate in grassetto.

## Piemonte
Sono 85 le squadre piemontesi che hanno preso parte al massimo campionato dilettantistico, di cui 8 partecipano al campionato in corso (2025-26).
- 47 volte: Cuneo
- 41 volte: Asti
- 39 volte: Borgosesia
- 38 volte: Casale
- 37 volte: Derthona
- 35 volte: Borgomanero, Novese
- 33 volte: Ivrea
- 30 volte: Pinerolo
- 24 volte: Biellese
- 23 volte: Chieri
- 22 volte: Acqui, Pro Vercelli
- 19 volte: Bra, Valenzana
- 17 volte: Verbania
- 15 volte: Albese, Cossatese, Fossano, Omegna
- 14 volte: LG Trino
- 13 volte: Gozzano
- 12 volte:  Moncalieri
- 10 volte: Canelli, Saluzzo, Sparta Novara, Verbania Sportiva
- 9 volte: Nizza Millefonti, Orbassano
- 8 volte: Cenisia, Juventus Domo
- 7 volte: Arona, Castellettese, Giaveno, Iris Borgoticino, Rivoli, Saviglianese
- 6 volte: Canavese, Oleggio
- 5 volte: Bellinzago, Borgaro, Gravellona, Pro Settimo & Eureka, Trecate
- 4 volte: Chisola, Coggiola, Istituto Sociale, NovaRomentin[1], Santhià
- 3 volte: Alessandria, Aquanera Comollo, Condovese, Gattinara, Gaviese, Pray, Pro Belvedere, Pro Ghemme[2], Rivarolese, Sangiustese
- 2 volte: Barcanova, Cafasse Sociale, Castellazzo Bormida, Castor Torino, Ciriè, La Chivasso, Libarna, MaCoBi Asti, Mondovì, Pro Dronero, Settimo, Sporting Bellinzago, Stella Alpina Ponzone, Stresa Vergante[3], Torretta Santa Caterina, Tortona[4], Volpiano Pianese
- 1 volta: Alba, Borgomanerese, Busca, Castellamonte, Lascaris, Mezzomerico, Novara, Pro Molare, Villalvernia VB, Wild & Company Novara

## Valle d'Aosta
Sono 5 le squadre valdostane che hanno preso parte al massimo campionato dilettantistico, di cui nessuna partecipa al campionato in corso (2025-26).
- 27 volte: Aosta
- 10 volte: Châtillon Saint-Vincent, Valle d'Aosta
- 4 volte: PDHAE[5], Saint-Christophe[6]

## Liguria
Sono 53 le squadre liguri che hanno preso parte al massimo campionato dilettantistico, di cui 8 partecipano al campionato in corso (2025-26).
- 43 volte: Sestri Levante
- 38 volte: Imperia
- 34 volte: Vado
- 31 volte: Albenga
- 30 volte: Savona
- 29 volte: Sanremese
- 28 volte:  Lavagnese
- 27 volte: Entella,  Rapallo Ruentes
- 25 volte: Sarzanese, Sestrese
- 15 volte: Sammargheritese
- 12 volte: Alassio
- 11 volte: Ligorna
- 10 volte:  Cairese, Pontedecimo, Spezia
- 7 volte: Fezzanese, Finale, Rivarolese
- 6 volte: ArsenalSpezia, Celle Varazze[7], RapalloBogliasco[8], Pegliese[9]
- 5 volte: Fo. Ce. Vara, Migliarina Teli, Veloce Savona
- 4 volte: Argentina, Bolzanetese, Chiavari Caperana, Ventimiglia
- 3 volte: Andora, Corniglianese, Gruppo C, Sampierdarenese
- 2 volte: Andrea Doria 1955, Borgorosso Arenzano, Busalla[10], Carcarese, Lerici, Levante Genova, Levanto, OTO Ausonia La Spezia[11], Speranza
- 1 volta: Albissola, Intemelia, Liberi Sestresi, Loanesi, Migliarinese, Pro Imperia, Pro Recco, Sporting Recco, Valle Bordighera

## Lombardia
Sono 195 le squadre lombarde che hanno preso parte al massimo campionato dilettantistico, di cui 26 partecipano al campionato in corso (2025-26).
- 46 volte: Fanfulla
- 43 volte: Seregno
- 41 volte: Folgore Caratese, Vogherese
- 37 volte: Pro Sesto
- 31 volte: Crema, Gallaratese, Vigevano
- 29 volte: Solbiatese
- 28 volte: Ponte San Pietro
- 26 volte: Saronno
- 24 volte: Palazzolo
- 23 volte:  Romanese
- 22 volte: Abbiategrasso, Meda, Sondrio, Trevigliese
- 21 volte: Darfo Boario, Sant'Angelo
- 20 volte: Mariano, Olginatese
- 19 volte: Lecco, Pergolettese[12], Pro Lissone, Pavia
- 17 volte: Lilion Snia Varedo, Melzo
- 16 volte: Moglia
- 15 volte: Varese[13]
- 14 volte: Cantù, Caravaggio, Caronnese, Legnano
- 13 volte:  Breno, Falck Vobarno
- 12 volte: Alzano Virescit[14], Corbetta, Inveruno, Leffe, Rhodense, Tritium
- 11 volte: Sancolombano
- 10 volte: Castellana, Falck & Arcore, Magenta, Mantova, Oltrepò[15], Pro Patria, Suzzara, Vis Nova Giussano
- 9 volte: Beretta Gardone, Casteggio, Montichiari, Oggiono
- 8 volte: Arconatese, Casalese[16], Desenzano[17], Lumezzane, Orceana[18], Pizzighettone, Rodengo Saiano, Villa Valle[19], Vimercatese
- 7 volte: Albinese, Brusaporto, Castellanzese, Chiari, Ciliverghe Mazzano, Colognese[20], Corsico, Marzotto Manerbio, Merate, Rescaldinese, San Paolo d'Argon, USO Calcio[21], Varesina, Viadanese[16], Virtus CiseranoBergamo
- 6 volte: Aurora Desio, Brembillese, Casatese, Castanese, Castiglione, Real Calepina, Scanzorosciate
- 5 volte: Bustese[22], Ciserano, Codogno, Como, Cremonese, Franciacorta[23], Guanzatese, MapelloBonate, Mottese, Olimpia Caravaggio, Renate, Salò, Villasanta
- 4 volte: Angerese, Aurora Seriate, Aurora Travagliato, Brugherio, Capriolo, Feralpi Lonato, Leoncelli, Luciano Manara, Sangiuliano City, Sestese, Sommese, Soresinese, Virescit Boccaleone, Virtus Binasco
- 3 volte: Alcione, ATM Milano, Bagnolese[24], Bergamasca Zanica, Biassono, Canzese, Carpenedolo, Club Milano, Grumellese, Intim Helen, Laveno, Malnatese, Milanese 1920, Nuova Verolese, Ospitaletto, Ostiglia, Paderno, Parabiago, Poggese, Real Cesate, Rizzoli, Robbio, Sebinia Lovere, Stezzanese, Turate
- 2 volte: Ardens, Atletico Milan, Bovisio Masciago, Casatese Merate, Cernuschese, Cuggionese, Giana Erminio, Ignis Varese, Junior Goitese, Leon, Luino, Menaggio, Monza, NibionnOggiono, Novatese, Nuova Albano, Olgiatese[25], Oltrepò FBC (Broni), Rezzato, Rudianese, Snia Cesano Maderno, TecnoLeno, Trezzano[26], Verbano, Vigor Gaggiano
- 1 volta:  Atletico Castegnato, BaSe 96 Seveso, Bellusco, BergamoCenate, Bergamo Fiorente, Biumense, Brera, Brianza Olginatese, Broni, Calcio Romanese, Cantalupo, Casalbuttano, Cisanese, Clusone, Cusano Milanino[27], Falck, Garlasco, Gaviratese, Lonatese[28], Mortara, Milan Futuro, Nervianese, Orsa Iseo, Pirelli, Pro Macherio, Rovato Vertovese, Stradellina, Tiranese, Usmate, Valentino Mazzola, Veltro Caravaggio, Venegono, Vergiatese, Villapizzone

## Trentino-Alto Adige
Sono 27 le squadre del Trentino-Alto Adige che hanno preso parte al massimo campionato dilettantistico, di cui 1 partecipa al campionato  (2025-26).
- 38 volte: Trento
- 35 volte: Bolzano
- 32 volte: Rovereto
- 26 volte: Merano
- 20 volte: Benacense 1905
- 13 volte: Arco
- 10 volte: Mezzocorona
- 8 volte: Levico
- 6 volte: Dro Alto Garda, Virtus Bolzano
- 5 volte: Alense, Anaune, Oltrisarco, Settaurense
- 4 volte: Vincenzo Lancia Bolzano
- 3 volte: Sankt Georgen, Südtirol
- 2 volte: Fersina Perginese, Mori Santo Stefano, Porfido Albiano, Rotaliana
- 1 volta: Alta Vallagarina, Brunico, Condinese, Lavis, Obermais, Vallagarina

## Veneto
Sono 118 le squadre venete che hanno preso parte al massimo campionato dilettantistico, di cui 16 partecipano al campionato in corso (2025-26).
- 40 volte: Bassano, Belluno
- 38 volte: Portogruaro
- 37 volte: Legnago, Montebelluna
- 32 volte: Rovigo, Sandonà, Union Clodiense CS
- 31 volte: Adriese
- 29 volte: Arzignano, Schio
- 27 volte: Conegliano
- 22 volte: Audace SME, Mestre
- 21 volte: Dolo, Este
- 20 volte:  Miranese
- 19 volte: Pievigina
- 18 volte: Vittorio SMC
- 17 volte: Montecchio
- 16 volte: Luparense, Valdagno [29]
- 15 volte: Giorgione,  Thiene
- 13 volte: Caerano, Chievo
- 12 volte: Contarina, Jesolo, Mira, LEO Oderzo, Treviso
- 11 volte: Abano, Campodarsego, Santa Lucia, Virtus Verona
- 10 volte: Cittadella, Delta Porto Tolle
- 9 volte: Cerea
- 8 volte: Città di Jesolo, Pro Mogliano[30], Villafranca Veronese
- 7 volte: Clodia [31], Feltrese, Sambonifacese, Union Quinto, Venezia
- 6 volte:  Caldiero, Hellas, Monselice, San Paolo PD[32], Sommacampagna
- 5 volte: Ambrosiana, Calvi Noale, Cartigliano, Cologna Veneta, Cordignano, Malo, Pescantina S.L.
- 4 volte: Città di Concordia[33], Dolomiti Bellunesi, GeMeAz San Polo, Martellago, Montello, Porto Viro, Spinea, Tombolo, Vigasio
- 3 volte: AltoVicentino, Cadidavid, Domegliara, Fossalta Piave, Nova Gens[34], Officine Bra[35], Ponte di Piave, S.A.V.A.[36], Sampietrese, Sona, Tezze[37], Union Ripa La Fenadora
- 2 volte: Albignasego, Arsenale Venezia, Badia Polesine, Caorle, Conti Cavarzere, Donada, Eurocalcio Cassola, Fulgor Salzano, Liventina, Lonigo, Olympia Cittadella, Thermal Abano Teolo, Venezia Neroverde
- 1 volta: Acciaieria Valbruna, Angelo Milani, Bagnoli, Castelnuovo Sandrà, Clivense, Dueville, Excelsior Lido, Lendinarese, Marano, Montagnana, Padova, Piovese, Real Vicenza, Sandonà 1922[38], San Giorgio in Bosco[39], San Marco Venezia, San Martino Speme, Sarego, Sedico, Sottomarina, Tregnago, Union S. Giorgio Sedico,  Unione La Rocca Altavilla, Vigontina, Vigontina San Paolo [40], Zevio

## Friuli-Venezia Giulia
Sono 47 le squadre del Friuli-Venezia Giulia che hanno preso parte al massimo campionato dilettantistico, di cui 3 partecipano al campionato  (2025-26).
- 37 volte: Pordenone
- 32 volte: Pro Gorizia
- 28 volte: Monfalcone
- 24 volte: Sanvitese
- 22 volte: Sacilese
- 20 volte: Tamai
- 19 volte: Torviscosa
- 16 volte: Itala San Marco
- 9 volte:  Cjarlins Muzane, Palmanova, Sevegliano
- 8 volte:  Lignano[41], Manzanese, Ponziana, Triestina
- 7 volte: Pro Cervignano, San Giovanni Trieste
- 6 volte: Pro Tolmezzo
- 5 volte: Centro del Mobile, Chions, Fontanafredda, Trivignano
- 4 volte: Cormonese, Monfalconese, Pro Aviano, Sangiorgina
- 3 volte: Cividalese, Kras Repen, Libertas Trieste, Rivignano, Sant'Anna Trieste
- 2 volte: Pasianese, Pieris, Pro Romans, San Luigi, Spilimbergo
- 1 volta: Chiavris, Cordenons, Edera Trieste, Gradese, Juventina Trieste, Maniago, Pozzuolo, San Daniele, C.M.M. S.Michele, Sarone, Trieste

## Emilia-Romagna
Sono 100 le squadre dell'Emilia-Romagna che hanno preso parte al massimo campionato dilettantistico, di cui 9 partecipano al campionato in corso (2025-26).
- 41 volte: Carpi
- 39 volte: Riccione
- 38 volte: Forlì, Russi
- 37 volte: Imolese
- 34 volte: Fidenza
- 32 volte: Faenza
- 24 volte: Baracca Lugo
- 23 volte: Mezzolara, Mirandolese, Santarcangelo
- 22 volte: Fiorenzuola
- 21 volte: Sassuolo
- 18 volte: Cattolica, Ravenna
- 17 volte: Castel San Pietro, Virtus Castelfranco
- 16 volte: Bagnolese, Bellaria, Cervia, San Lazzaro
- 14 volte: Correggese
- 12 volte: Lentigione, Sammaurese
- 11 volte: Piacenza, Reggiolo
- 10 volte: Argentana, Cesenatico
- 9 volte: Boca San Lazzaro, Crevalcore, Forlimpopoli, Progresso, Rimini
- 8 volte: Centese, Virtus Roteglia
- 7 volte: Brescello, Crociati Noceto[42], Minatori Perticara, Sasso Marconi, Virtus Pavullese
- 6 volte: Bondenese, Cesena, Colorno, Guastalla
- 5 volte: Castellarano, Ferrovieri Bologna, Parma, Romagna Centro, Salsomaggiore, San Secondo
- 4 volte: BoCa[43], Collecchio, Corticella, Reggiana, Verucchio
- 3 volte: Alfonsine, Finale Emilia, Formigine, Medicinese, Molinella, Olubra, Portuense, Pro Piacenza, Reno Centese, Ribelle, San Felice, Sassolese, United Riccione, Vigor Carpaneto
- 2 volte: Altedo, Borgo San Donnino, Borgotarese, Casalecchio, Castelvetro, Cittadella Vis Modena, Fiorano, Giacomense, Massa Lombarda, Real Rimini, Savignanese
- 1 volta: Axys Zola, Bagnacavallo, Boca Pietri Carpi[44], Budrio, Castenaso Van Goof, Classe, Comacchio Lidi, Felino, Ferrara, Guido Buscaroli Conselice, Iperzola, Marignanese, Meletolese, Modena, Sampierana, Scandianese, SPAL, Tranvieri Bologna, Tropical Coriano, Vignolese

## Toscana
Sono 103 le squadre toscane che hanno preso parte al massimo campionato dilettantistico, di cui 16 partecipano al campionato in corso (2025-26).
- 45 volte: Sansepolcro[45]
- 40 volte: Poggibonsi
- 38 volte: Sangiovannese
- 36 volte: Pietrasanta, Viareggio
- 35 volte: Pontedera
- 34 volte: Grosseto
- 32 volte: Massese
- 30 volte: Sestese
- 28 volte: Cecina
- 26 volte: Colligiana
- 25 volte: Cuoiopelli, Rondinella
- 22 volte:  Camaiore, Pistoiese
- 21 volte: Montevarchi,  Rosignano Sei Rose
- 20 volte: Aglianese, Fortis Juventus
- 18 volte: Carrarese
- 17 volte: Ponsacco, Scandicci
- 16 volte: Piombino
- 15 volte: Orbetello
- 14 volte: Castelfiorentino, Siena
- 13 volte: Cascina[46], Pianese, Prato, Real Forte Querceta
- 12 volte: Arezzo
- 11 volte: Cerretese, Ghiviborgo[47], Lucchese, Montecatini, Sangimignano
- 10 volte: Forcoli, Pontassieve, Quarrata, San Donato Tavarnelle
- 9 volte: Certaldo, Figline, Fucecchio, Seravezza, Signa, Venturina
- 8 volte: Tuttocuoio
- 7 volte: Castellina in Chianti[48], Follonica Gavorrano, Gavorrano, Lanciotto Campi Bisenzio, Versilia 98
- 6 volte: Armando Picchi, Empoli, Larcianese, Monsummanese, Sansovino
- 5 volte: Bozzano, Intercomunale Vinci, Pisa, Vaianese, Virtus Chianciano
- 4 volte: Athletic Calenzano, Bibbienese, Castelnuovo, Jolly Montemurlo, Larderello, Livorno, Pescia, Tau Altopascio
- 3 volte: Grassina, Impruneta, San Vincenzo, Scintilla Riglione, Terranuova Traiana, Tuttocalzatura, Volterra
- 2 volte: Ardenza, Audax Rufina, Barberino, Borgo a Buggiano, Cappiano Romaiano, Chiusi, FiesoleCaldine, Labrone, Lornano Badesse, Lucca, Mob. Ponsacco[49], Monteriggioni, Pro Livorno Sorgenti, Rignanese, San Carlo Solvay, Sinalunghese, Torrelaghese
- 1 volta: Aullese, Bagni di Lucca, Cenaia, Cortona, Foiano, Libertas Tavarnelle, Minatori Ribolla, Pelli SantaCroce, Zenith Prato

## Marche
Sono 47 le squadre marchigiane che hanno preso parte al massimo campionato dilettantistico, di cui 7 partecipano al campionato in corso (2025-26).
- 43 volte: Fermana
- 40 volte: Jesina
- 38 volte: Vigor Senigallia
- 35 volte: Fano
- 33 volte: Civitanovese, Tolentino
- 28 volte: Vis Pesaro
- 27 volte: Maceratese
- 25 volte: Sangiorgese
- 24 volte: Recanatese
- 18 volte: Fabriano Cerreto, Porto Sant'Elpidio[50]
- 16 volte: Castelfidardo
- 15 volte:  Sambenedettese
- 14 volte: Ancona, Monturanese
- 13 volte:  Urbino
- 12 volte: Vadese
- 11 volte: Falconarese
- 10 volte: Elpidiense Cascinare, Osimana, Real Montecchio
- 9 volte: Ascoli, Sangiustese
- 8 volte: Pergolese
- 7 volte: Cagliese, Matelica, Montegranaro, Urbania
- 6 volte: Grottammare
- 5 volte: Camerino[51], Forsempronese[52], Montegiorgio
- 4 volte: Centobuchi
- 3 volte: Atletico Ascoli, Audax Piobbico, Castelfrettese, Cingolana, Lucrezia, Monticelli, Truentina
- 2 volte:  Porto d'Ascoli, Portorecanati
- 1 volta: Biagio Nazzaro, Cerreto, Folgore Veregra, Vis Stella

## Umbria
Sono 36 le squadre umbre che hanno preso parte al massimo campionato dilettantistico, di cui 4 partecipano al campionato in corso (2025-26).
- 43 volte: Città di Castello, Foligno
- 24 volte: Spoleto
- 23 volte: Gubbio, Orvietana
- 21 volte: Narnese
- 14 volte: Bastia, Ternana, Trestina
- 13 volte: Angelana[53], Pontevecchio
- 9 volte: Perugia
- 8 volte: Ellera, Tiberis[54], Todi
- 7 volte: Elettrocarbonium, Gualdo Casacastalda[55]
- 6 volte: Cannara[56], Deruta
- 5 volte: Nocera Umbra
- 4 volte: Assisi, Castel Rigone, Nestor, Sporting Terni
- 3 volte: Arrone, Group Città di Castello, Julia Spello
- 2 volte: Cesi, Pierantonio, Tiferno Lerchi, Villabiagio
- 1 volta: Casacastalda, Fulgens Foligno, Lavoratori Società Terni, Torgiano, Umbertide

## Lazio
Sono 115 le squadre laziali che hanno preso parte al massimo campionato dilettantistico, di cui 12 partecipano al campionato in corso (2025-26).
- 35 volte: Rieti
- 32 volte: Civitavecchia
- 30 volte: Ostia Mare, Romulea
- 29 volte: Frosinone, Latina, Sora, Viterbese
- 27 volte: Cassino
- 25 volte: Terracina
- 24 volte: Anzio, Cynthia, Flaminia CivitaCastellana
- 23 volte: Astrea
- 22 volte: Tivoli
- 21 volte: ALMAS, Isola Liri
- 19 volte: Colleferro
- 18 volte: Albalonga[57], Formia, VJS Velletri
- 17 volte: Monterotondo, Pro Cisterna
- 16 volte: Aprilia
- 15 volte: Fondi
- 14 volte: Guidonia, Ladispoli
- 11 volte: Ceccano, Ferentino, Lupa Roma[58], Pomezia, Trastevere
- 9 volte: Alatri, Anagni
- 8 volte: Gaeta, Tevere Roma, Tuscania
- 7 volte: Fiamme d'Oro[59], Palestrina
- 6 volte: Casalotti, Chinotto Neri, Guidonia Montecelio[60]
- 5 volte:  Montespaccato, STEFER Roma,  Valmontone, Vis Artena, Vis Sezze
- 4 volte: Acilia, Albatrastevere, Boville Ernica, Fiumicino, Morolo, OMI Roma, S.F.F. Atletico[61], San Cesareo, SanLorenzArtiglio[59], Real Monterotondo[62], Spes Montesacro, Team Nuova Florida
- 3 volte: Atletico Lodigiani[63], ATAC[59], Atletico Terme Fiuggi, Banco di Roma, Fidene, Italcalcio[59], Lodigiani, Marino, Poligrafico Roma, Roma City, Romana Gas, San Lorenzo Roma, P.C. Tor Sapienza
- 2 volte: Artiglio[59],  Castrense, Cisco Roma, Città di Marino, Federconsorzi[59], Fiamme Azzurre[59], Fortitudo, Fulgorcavi Latina, Insieme Formia, ASD Sorianese, Pisoniano, Real Piedimonte, Spes Mentana, UniPomezia, Zagarolo
- 1 volta: ABETE[59], Anguillara, Bassano Romano, Boreale Don Orione, Casilina, Castelli Romani[64], Cerveteri, Città di Ciampino, Civitavecchiese, Frascati, Fortitudo Nepi, Giada Maccarese, Humanitas[59], La Rustica[59], La Setina, Lupa Castelli Romani, Lupa Frascati, NF Ardea, Orte[45], Ostiense, Passo Corese, N.S. Maria delle Mole, Serpentara Bellegra Olevano, Sogene[59], SPES[59], Squibb[59], TrionfalMinerva[59], Villalba Ocres Moca

## Abruzzo
Sono 46 le squadre abruzzesi che hanno preso parte al massimo campionato dilettantistico, di cui 5 partecipano al campionato in corso (2025-26).
- 40 volte: L’Aquila
- 37 volte: Avezzano
- 31 volte: Pro Vasto
- 28 volte: Sulmona
- 27 volte: Chieti
- 24 volte: Giulianova
- 23 volte: Santegidiese, Teramo
- 22 volte: Pineto
- 20 volte: Lanciano, R.C. Angolana[65]
- 17 volte: Penne
- 14 volte: Rosetana
- 13 volte: Val di Sangro[66]
- 12 volte: Angizia Luco
- 10 volte: Celano
- 9 volte: Atletico Morro d'Oro, Ortona, Pescara
- 8 volte: Notaresco[67], Tortoreto
- 6 volte: Francavilla, Mosciano, Nereto, San Nicolò
- 5 volte: Luco Canistro, San Salvo
- 4 volte: Amiternina, Castel di Sangro[68], Gloria Chieti
- 3 volte: Miglianico, Renato Curi
- 2 volte: Ate Tixa, Casoli, Castelnuovo Vomano, Fucense
- 1 volta: Bellante, Cologna Paese, Guardiagrele, Interamnia Teramo, Nino Mezzanotte Pescara, Paganica, Pescina VG, Pratola Peligna, Raiano, Virtus Tollo

## Molise
Sono 13 le squadre molisane che hanno preso parte al massimo campionato dilettantistico, di cui 1 partecipa al campionato  (2025-26).
- 44 volte: Campobasso
- 26 volte: Termoli
- 15 volte: Isernia
- 14 volte: Olympia Agnonese
- 10 volte: Bojano
- 6 volte: Venafro
- 5 volte: Vastogirardi
- 4 volte: Atletico Trivento
- 2 volte: Frenter Larino
- 1 volta: Interamnia Termoli, Montenero, Petacciato, Roccaravindola

## Campania
Sono 98 le squadre campane che hanno preso parte al massimo campionato dilettantistico, di cui 13 partecipano al campionato in corso (2025-26).
- 42 volte: Puteolana
- 33 volte:  Savoia
- 32 volte: Pomigliano
- 31 volte: Gladiator, Nocerina
- 30 volte: Casertana
- 29 volte: Angri, Juve Stabia
- 28 volte: Turris
- 27 volte:  Ischia, Paganese
- 26 volte: Cavese
- 25 volte: Portici, Scafatese
- 23 volte: Nola
- 21 volte: Battipagliese
- 20 volte: Acerrana, Benevento[69], Giugliano
- 19 volte:  Sorrento, Terzigno
- 18 volte: Palmese, Viribus Unitis
- 16 volte: Gelbison
- 15 volte:  Internapoli, Real Normanna, Sarnese
- 14 volte: Ebolitana, Ercolanese
- 13 volte: Agropoli, Ariano, Avellino
- 12 volte: Cirio, Sangiuseppese
- 11 volte: Boys Caivanese
- 10 volte: Afragolese, Arzanese, Frattese
- 9 volte:  Ilva Bagnolese, Sessana
- 8 volte: Grumese, Maddalonese, Sant'Antonio Abate, Sapri, Solofra
- 7 volte: Gragnano, Real Marcianise[70], Sibilla
- 5 volte: Alba Napoli, Forio, Irpinia
- 4 volte: Matese[71], Pro Salerno, Santa Maria Cilento
- 3 volte: Albanova[72], Atripalda, Giovani Cardito[73], Mondragonese, Neapolis, Progreditur Marcianise, Rifo Sud, Torrecuso, Valdiano 85
- 2 volte: AC Stabia, Calitri, Campania, Casoria, CTL Campania, Forza e Coraggio, Mariglianese, Pianura, Pompei, Real Ippogrifo Sarno, Real Nocera Superiore, Sanciprianese, Sant'Agata Goti, Sant'Anastasia, Vico Equense
- 1 volta: Atletico Nola, Aurora Alto Casertano[71], Capriatese[71], Cicciano, Costa d'Amalfi, Granata 1924, Hyria Nola, Mariano Keller, Nuvla San Felice, Ottaviano, Pompeiana, Posillipo, Quarto, Salernitana, San Giorgio 1926, San Marzano, San Tommaso, Sanità Napoli, Saviano, Virtus Scafatese

## Puglia
Sono 67 le squadre pugliesi che hanno preso parte al massimo campionato dilettantistico, di cui 9 partecipano al campionato in corso (2025-26).
- 45 volte: Nardò
- 33 volte: Audace Cerignola, Martina
- 32 volte: Fasano, Manfredonia
- 31 volte: Brindisi,   Trani
- 30 volte: Fidelis Andria[74]
- 29 volte: Bisceglie, Bitonto
- 28 volte: Toma Maglie
- 25 volte: Grottaglie
- 22 volte: Molfetta Sportiva[75]
- 20 volte: Barletta
- 17 volte: Casarano
- 15 volte: Ostuni
- 14 volte: Manduria
- 13 volte: Noicattaro, Pro Italia Galatina, Taranto
- 12 volte: Monopoli
- 11 volte: Altamura, Virtus Francavilla
- 10 volte: Canosa, Gravina, Lucera
- 9 volte: Corato, Gallipoli, Putignano, San Severo
- 8 volte: Foggia, Virtus Matino[76]
- 7 volte: Atletico Tricase, Liberty, Mesagne, Novoli, Rutigliano, Team Altamura
- 6 volte: Poggiardo
- 5 volte: Incedit, Squinzano
- 4 volte: Gioventù Brindisi, Massafra, Torremaggiore
- 3 volte: Audace Monopoli, Bari, Lecce, Mola, Molfetta Calcio, Noci, Virtus Locorotondo
- 2 volte: San Paolo Bari, San Pietro Vernotico, Taurisano
- 1 volta: ASC Acquaviva, Armando Diaz, Heraclea[77], Ginosa, Giovinazzo, AS Grottaglie, Leonessa Altamura[78], Leporano, Madre Pietra Daunia, Pro Gioia, San Giorgio Apricena, Terlizzi, Ugento

## Basilicata
Sono 29 le squadre lucane che hanno preso parte al massimo campionato dilettantistico, di cui 2 partecipano al campionato in corso (2025-26).
- 30 volte: Matera, Potenza
- 22 volte: Melfi
- 20 volte: FC Francavilla, Lavello[79]
- 11 volte: Policoro
- 9 volte: Vultur Rionero
- 8 volte: Avigliano, Rotonda
- 7 volte: Bernalda[80], Horatiana Venosa[81], Pisticci[82]
- 5 volte: AZ Picerno
- 3 volte: Ruggiero di Lauria, Sporting Genzano
- 2 volte:  Ferrandina, Forastiere Senise, Irsinese[83], Moliterno, ASC Potenza
- 1 volta: Angelo Cristofaro, Eraclea Policoro, Grumentum Val d'Agri, Juventina Potenza, Lagonegro, Pescopagano, Pro Matera, Real Metapontino, Villa d'Agri

## Calabria
Sono 52 le squadre calabresi che hanno preso parte al massimo campionato dilettantistico, di cui 4 partecipano al campionato in corso (2025-26).
- 37 volte: Vigor Lamezia
- 33 volte: Castrovillari
- 31 volte: Vibonese
- 23 volte: Palmese
- 22 volte: Paolana
- 21 volte: Rossanese
- 18 volte: Locri
- 17 volte: Rende
- 16 volte: Corigliano, Gioiese, Siderno
- 15 volte: Cosenza, Crotone
- 14 volte: Morrone Cosenza
- 11 volte: Acri, Rosarno, Sambiase
- 8 volte: Sportiva Cariatese, Reggina[84]
- 7 volte: Roccella
- 6 volte: Cittanova[85], HinterReggio
- 4 volte: Cassano, San Luca, Silana
- 3 volte: Adelaide Nicastro, Bovalinese, Cirò Krimisa, Comprensorio Montalto, Corigliano Schiavonea, Praia, Real Sporting Catanzaro, Trebisacce
- 2 volte: Bagnarese, Chiaravalle, Cirò, Cittanova Interpiana, Lamezia Terme, Taurianovese, Valle Grecanica[86]
- 1 volta: Audax Ravagnese, Cosenza FC, Delianuova, Isola Capo Rizzuto, Polistena, RC Gallina, San Lucido, Scillese, Sersale, Torretta Crucoli

## Sicilia
Sono 87 le squadre siciliane che hanno preso parte al massimo campionato dilettantistico, di cui 12 partecipano al campionato in corso (2025-26)
- 43 volte: Ragusa
- 38 volte: Acireale
- 37 volte: Enna, Igea Virtus
- 34 volte: Paternò
- 32 volte: Mazara
- 31 volte: Caltagirone
- 28 volte: Folgore Castelvetrano, Marsala, Nissa, Trapani
- 24 volte: Bagheria
- 23 volte: Akragas
- 21 volte: Milazzo
- 18 volte: Canicattì
- 17 volte: Leonzio, Messina, Modica, Sciacca, Vittoria
- 15  volte: Sancataldese
- 14  volte: Siracusa
- 13 volte: Noto[87], Scicli, Terranova Gela
- 12 volte: Fincantieri Palermo, Licata, Termitana
- 11 volte: Alcamo, Comiso
- 8 volte: Adrano, Favara, Massiminiana
- 7 volte: U.S Gangi, Orlandina, Partinicaudace,
- 6 volte: Atletico Catania[88], Gela, Giarre, Megara Augusta, FC Messina[89], Niscemi, Sant'Agata
- 5 volte: Agrigento, CastrumFavara[90], Floridia, Palazzolo, Troina
- 4 volte: Acicatena, Due Torri, Palermolympia
- 3 volte: Avola, Biancavilla, Campobello, Gattopardo, Gravina, Juventina Gela, Ligny Trapani, Spadaforese
- 2 volte: AMAT Palermo,Belpasso, Catania, Juventina Palermo, Leonfortese, Marina di Ragusa, Marsala Calcio, Naxos, Villafranca Tirrena
- 1 volta: Aci Sant'Antonio, Athletic Palermo, Barcellona, Castiglione, Catania '93, Cephaledium, Dattilo Noir, Juvenes Enna, Menfi, Paceco, Palermo, Panormus, Pattese, Patti, Peloro, Ribera, Riposto, Scordia, Tiger Brolo

## Sardegna
Sono 55 le squadre sarde che hanno preso parte al massimo campionato dilettantistico, di cui 5 partecipano al campionato in corso (2025-26).
- 39 volte: Calangianus
- 30 volte: Nuorese
- 26 volte: Olbia
- 24 volte: Torres
- 23 volte: Alghero, Iglesias, Tempio
- 22 volte: Arzachena
- 17 volte: Carbonia, Selargius, Tharros
- 14 volte: Ilvamaddalena
- 13 volte: Budoni
- 11 volte: Guspini
- 10 volte: Atletico Elmas[91], Castelsardo, Latte Dolce, Montevecchio, Villacidrese
- 9 volte: COS Sarrabus Ogliastra[92], Porto Torres, Sorso
- 8 volte: Fertilia, Gialeto
- 7 volte: Lanusei, San Marco Cabras, Sant'Elena
- 6 volte: Sennori, Tavolara
- 5 volte: Fersulcis, Gonnesa, Monreale, Ozierese, Thiesi
- 4 volte: Atletico Uri, Santa Teresa Gallura, Sinnai
- 3 volte: Castiadas, Isili, Ittiri, Macomer, Montalbo
- 2 volte: Arbus, La Palma, Pirri, Progetto Sant'Elia, San Teodoro, Sanluri
- 1 volta: Carloforte, Fermassenti, Mandas, Monastir, Sestu, Terralba, Tortolì

## Estero
È una sola la compagine sammarinese ad aver preso parte al massimo campionato dilettantistico, la quale partecipa al campionato in corso (2025-26):
- 22 volte: San Marino[16][93]